# Les gens ne sont pas tous forcément ignobles

Les gens ne sont pas tous forcément ignobles est un téléfilm français de Bernard Murat diffusé en 1991 sur Antenne 2.

## Synopsis
Philippine et Gérard font une fête pour leur pendaison de crémaillère. Chacun a invité ses amis mais Gérard fait la tête quand Philippine lui apprend qu'elle a invité Pierre et Sandra.
Pierre et Sandra forment en effet un couple électrique, se chamaillant régulièrement, et souvent en public, pour mieux se réconcilier plus tard.
Ce soir-là, en effet, après une nouvelle dispute avec sa femme, Pierre arrive seul à la fête mais est vite rejoint par Sandra, qui a fini de bouder. Une vive discussion va encore surgir dans le couple, mettant la pagaille dans la soirée.
Plus tard, Pierre va chercher du réconfort chez Eric et Cécile (son ex), tandis que Sandra va importuner ses beaux-parents, Louis et Simone.
Au petit matin, Sandra appelle Pierre, ils se réconcilient jusqu'à la prochaine fois, mais tout le monde aura passé une charmante soirée !

## Fiche technique
Source : IMDb
- Titre : Les gens ne sont pas tous forcément ignobles (ou Charmante soirée)
- Réalisation : Bernard Murat
- Scénario : Alan Ayckbourn (Bedroom farce), adapté par Bernard Murat et Christian Clavier
- Musique : René-Marc Bini
- Origine : France
- Durée : 90 minutes
- Genre : Comédie
- Format : Couleurs

## Distribution
- Christian Clavier : Pierre
- Marie-Anne Chazel : Sandra, la femme de Pierre
- Jacques François : Louis, le père de Pierre et mari de Simone
- Geneviève Page : Simone, la mère de Pierre
- Karin Viard : Philippine, la femme de Gérard
- Éric Prat : Gérard, l'ami de Pierre
- Pierre Arditi : Eric, le mari de Cécile
- Evelyne Bouix : Cécile, l'ex-femme de Pierre
- Daniel Russo : Un invité à la fête

## Anecdote
À noter que le titre du téléfilm est différent entre la jaquette de l'édition VHS (Les gens ne sont pas tous forcément ignobles) et le générique du téléfilm (Les gens ne sont pas forcément ignobles) ; le mot « tous » a disparu.
Le téléfilm a également été diffusé sous le titre Charmante soirée.